# Tvoje lice zvuči poznato (9. sezona)
Deveta sezona hrvatske plesno-pjevačke televizijske emisije Tvoje lice zvuči poznato s prikazivanjem je započela 9. ožujka 2025. na programu Nove TV. 
Sezona je s prikazivanjem završila 1. lipnja 2025., a pobjedu je odnijela Stela Rade.

## Voditelji i žiri
U devetoj sezoni televizijskog showa voditelji emisije su:
- Igor Mešin
- Filip Detelić[2]

Članovi žirija su:
- Goran Navojec
- Renata Končić
- Enis Bešlagić
- Mario Roth

### Gostujući članovi
- Maja Šuput (4. epizoda)
- Alen Bičević (5. epizoda)

## Format
Svaki od osam natjecatelja izvodi pjesmu poznatog pjevača koji im je dodijeljen slučajnim odabirom, tzv. "gljivom". Nakon nastupa, žiri ocjenjuje natjecatelje s 4–10 bodova, a 12 bodova dodjeljuju svom omiljenom nastupu. Svaki natjecatelj također dodjeljuje dodatnih 5 bodova jednom od natjecatelja, a najviše s bodova proglašava se pobjednikom epizode.
Na kraju sezone, natjecatelj s najvećim ukupnim brojem bodova proglašava se pobjednikom sezone.

## Natjecatelji
U osmoj sezoni iz tjedna u tjedan nastupalo je osmero kandidata.
Nova TV je 18. ožujka 2025. objavila da će Marko Bošnjak napustiti sezonu nakon sedme epizode zbog priprema za Pjesmu Eurovizije 2025., na kojoj će predstavljati Hrvatsku u svibnju iste godine.
| Natjecatelj     | Godina rođenja | Mjesto rođenja | Zanimanje               |
| --------------- | -------------- | -------------- | ----------------------- |
| Mada Peršić     | 1988.          | Zagreb         | glumica                 |
| Marcela Oroši   | 1993.          | Crikvenica     | pjevačica               |
| Devin Juraj     | 2000.          | Pula           | glumac, pjevač i plesač |
| Marko Bošnjak   | 2004.          | Mostar         | pjevač                  |
| Stela Rade      | 1998.          | Jastrebarsko   | pjevačica               |
| Igor Cukrov     | 1984.          | Šibenik        | pjevač                  |
| Domagoj Nižić   | 1998.          | Zagreb         | glumac                  |
| Meri Andraković | 2000.          | Osijek         | pjevačica               |

## Ukupni poredak
Legenda:
     natjecatelj s najvišim brojem bodova u epizodi
     natjecatelj s najmanjim brojem bodova u epizodi
| Natjecatelj | Tjedan | Tjedan | Tjedan | Tjedan | Tjedan | Tjedan | Tjedan | Tjedan | Tjedan | Tjedan | Tjedan | Tjedan | Ukupno | Finale |
| Natjecatelj | 1      | 2      | 3      | 4      | 5      | 6      | 7      | 8      | 9      | 10     | 11     | 12     | Ukupno | Finale |
| ----------- | ------ | ------ | ------ | ------ | ------ | ------ | ------ | ------ | ------ | ------ | ------ | ------ | ------ | ------ |
| Stela       | 60     | 45     | 28     | 42     | 51     | 24     | 48     | 44     | 38     | 42     | 52     | 31     | 505    | 61     |
| Marcela     | 35     | 50     | 30     | 31     | 34     | 39     | 36     | 44     | 23     | 55     | 30     | 40     | 447    | 58     |
| Igor        | 38     | 36     | 24     | 66     | 39     | 58     | 22     | 39     | 30     | 47     | 28     | 25     | 452    | 47     |
| Devin       | 36     | 37     | 52     | 18     | 51     | 22     | 42     | 21     | 41     | 46     | 51     | 33     | 450    | 47     |
| Meri        | 28     | 33     | 28     | 33     | 24     | 50     | 49     | 31     | 46     | 29     | 44     | 51     | 446    |        |
| Domagoj     | 30     | 17     | 38     | 26     | 36     | 20     | 31     | 44     | 55     | 24     | 20     | 46     | 387    |        |
| Mada        | 32     | 21     | 58     | 22     | 26     | 27     | 26     | 40     | 30     | 20     | 38     | 37     | 377    |        |
| Marko       | 25     | 45     | 26     | 46     | 23     | 44     | 30     |        |        |        |        |        | 209    |        |

## Pregled epizoda

### Prva epizoda – 9. ožujka
Sezona je premijerno prikazana 9. ožujka 2025. Pobjedu je u prvoj sezoni odnijela Stela Rade, koja je nastupila kao Josipa Lisac.
| Natjecatelj | Nastup                                 | Bodovi žirija | Bodovi žirija | Bodovi žirija | Bodovi žirija | Dodatni bodovi | Ukupno |
| Natjecatelj | Nastup                                 | Goran         | Minea         | Mario         | Enis          | Dodatni bodovi | Ukupno |
| ----------- | -------------------------------------- | ------------- | ------------- | ------------- | ------------- | -------------- | ------ |
| Marko       | Mladen Grdović – »Evo mene moji ljudi« | 4             | 4             | 6             | 6             | 5              | 25     |
| Igor        | Adele – »Rolling in the Deep«          | 9             | 7             | 9             | 8             | 5              | 38     |
| Stela       | Josipa Lisac – »O jednoj mladosti«     | 12            | 12            | 12            | 9             | 15             | 60     |
| Devin       | Cher – »If I Could Turn Back Time«     | 8             | 9             | 7             | 7             | 5              | 36     |
| Marcela     | Senidah – »Behute«                     | 5             | 10            | 10            | 10            | 0              | 35     |
| Domagoj     | Grše – »Fantazija«                     | 7             | 6             | 8             | 4             | 5              | 30     |
| Meri        | Novi fosili – »Milena«                 | 6             | 8             | 4             | 5             | 5              | 28     |
| Mada        | Raffaella Carrà – »Pedro«              | 10            | 5             | 5             | 12            | 0              | 32     |

### Druga epizoda – 16. ožujka
Druga se epizoda prikazala 16. ožujka 2025. U epizodi je pobijedila Marcela koja je nastupila kao Doris Dragović.
| Natjecatelj | Nastup                               | Bodovi žirija | Bodovi žirija | Bodovi žirija | Bodovi žirija | Dodatni bodovi | Ukupno |
| Natjecatelj | Nastup                               | Goran         | Minea         | Mario         | Enis          | Dodatni bodovi | Ukupno |
| ----------- | ------------------------------------ | ------------- | ------------- | ------------- | ------------- | -------------- | ------ |
| Marko       | Madonna – »Vogue«                    | 10            | 12            | 8             | 10            | 5              | 45     |
| Igor        | Elton John – »I'm Still Standing«    | 7             | 8             | 9             | 7             | 5              | 36     |
| Stela       | Hurricane – »Loco Loco«              | 9             | 10            | 12            | 9             | 5              | 45     |
| Devin       | Måneskin – »I Wanna Be Your Slave«   | 12            | 9             | 10            | 6             | 0              | 37     |
| Marcela     | Doris Dragović – »Dajem ti srce«     | 8             | 7             | 8             | 8             | 20             | 50     |
| Domagoj     | Alka Vuica – »Varalica«              | 5             | 4             | 4             | 4             | 0              | 17     |
| Meri        | Colonia – »Najbolje od svega«        | 4             | 6             | 6             | 12            | 5              | 33     |
| Mada        | Frano Lasić – »Volim te budalo mala« | 6             | 5             | 5             | 5             | 0              | 21     |

### Treća epizoda – 22. ožujka
Treća se epizoda prikazala 23. ožujak 2025. Mada je pobjedila nastupivši kao Little Sis Nora.
| Natjecatelj | Nastup                                        | Bodovi žirija | Bodovi žirija | Bodovi žirija | Bodovi žirija | Dodatni bodovi | Ukupno |
| Natjecatelj | Nastup                                        | Goran         | Minea         | Mario         | Enis          | Dodatni bodovi | Ukupno |
| ----------- | --------------------------------------------- | ------------- | ------------- | ------------- | ------------- | -------------- | ------ |
| Marko       | Zdravko Čolić – »Ti si mi u krvi«             | 6             | 9             | 6             | 5             | 0              | 26     |
| Igor        | Jelena Rozga – »Lavica«                       | 4             | 4             | 4             | 12            | 0              | 24     |
| Stela       | Justin Timberlake – »Can't Stop the Feeling!« | 5             | 7             | 10            | 6             | 0              | 28     |
| Devin       | Tea Tairović – »Tea«                          | 8             | 10            | 12            | 7             | 15             | 52     |
| Marcela     | Massimo – »Sjaj u tami«                       | 7             | 6             | 8             | 4             | 5              | 30     |
| Domagoj     | The Rolling Stones – »Paint It Black«         | 9             | 8             | 7             | 9             | 5              | 38     |
| Meri        | Shakira – »Soltera«                           | 10            | 5             | 5             | 8             | 0              | 28     |
| Mada        | Little Sis Nora – »I'm an Albatraoz«          | 12            | 12            | 9             | 10            | 15             | 58     |

### Četvrta epizoda – 30. ožujka
Četvrta se epizoda prikazala 30. ožujka 2025. Maja Šuput je zamijenila Enisa Bešlagića kao članica žirija u ovoj epizodi. Igor Cukrov, koji je nastupio kao Toni Cetinski, odnio je pobjedu u epizodi.
| Natjecatelj | Nastup                                      | Bodovi žirija | Bodovi žirija | Bodovi žirija | Bodovi žirija | Dodatni bodovi | Ukupno |
| Natjecatelj | Nastup                                      | Goran         | Minea         | Mario         | Maja          | Dodatni bodovi | Ukupno |
| ----------- | ------------------------------------------- | ------------- | ------------- | ------------- | ------------- | -------------- | ------ |
| Marko       | Miley Cyrus – »Nothing Breaks Like a Heart« | 9             | 9             | 9             | 9             | 10             | 46     |
| Igor        | Tony Cetinski – »Opet si pobijedila«        | 12            | 10            | 12            | 12            | 20             | 66     |
| Stela       | Celine Dion – »Hymne à l'amour«             | 10            | 12            | 10            | 10            | 0              | 42     |
| Devin       | Petar Grašo – »Volim i postojim«            | 4             | 6             | 4             | 4             | 0              | 18     |
| Marcela     | Bellini – »Samba do Brasil«                 | 8             | 7             | 8             | 8             | 0              | 31     |
| Domagoj     | Maja Šuput – »Djevojačko veče«              | 6             | 4             | 6             | 5             | 5              | 26     |
| Meri        | Baby Lasagna – »Biggie Boom Boom«           | 7             | 8             | 7             | 6             | 5              | 33     |
| Mada        | Severina – »Pogled ispod obrva«             | 5             | 5             | 5             | 7             | 0              | 22     |

### Peta epizoda – 6. travnja
Peta epizoda prikazala se 6. travnja 2025. U epizodi je došlo do izjednačenja bodova između Devina i Stele; odlukom žirija pobjednikom je proglašen Devin, koji je nastupio kao Maluma.
| Natjecatelj | Nastup                                       | Bodovi žirija | Bodovi žirija | Bodovi žirija | Bodovi žirija | Dodatni bodovi | Ukupno |
| Natjecatelj | Nastup                                       | Goran         | Minea         | Mario         | Alen          | Dodatni bodovi | Ukupno |
| ----------- | -------------------------------------------- | ------------- | ------------- | ------------- | ------------- | -------------- | ------ |
| Marko       | Toše Proeski – »Ledena«                      | 4             | 9             | 5             | 5             | 0              | 23     |
| Igor        | Tereza Kesovija – »Što je ostalo od ljubavi« | 6             | 7             | 8             | 8             | 10             | 39     |
| Stela       | Eminem – »Lose Yourself«                     | 9             | 10            | 10            | 12            | 10             | 51     |
| Devin       | Maluma – »El Préstamo«                       | 12            | 12            | 12            | 10            | 5              | 51     |
| Marcela     | Umberto Tozzi – »Gloria«                     | 8             | 8             | 9             | 9             | 0              | 34     |
| Domagoj     | Denis & Denis – »Program tvog kompjutera«    | 10            | 6             | 4             | 6             | 10             | 36     |
| Meri        | Željko Joksimović – »Lane moje«              | 5             | 4             | 6             | 4             | 5              | 24     |
| Mada        | Bruce Springsteen – »Dancing in the Dark«    | 7             | 5             | 7             | 7             | 0              | 26     |

### Šesta epizoda –13. travnja
Šesta epizoda prikazala se 13. travnja 2025. Igor Cukrov je pobijedio kao Oliver Dragojević.
| Natjecatelj | Nastup                                              | Bodovi žirija | Bodovi žirija | Bodovi žirija | Bodovi žirija | Dodatni bodovi | Ukupno |
| Natjecatelj | Nastup                                              | Goran         | Minea         | Mario         | Enis          | Dodatni bodovi | Ukupno |
| ----------- | --------------------------------------------------- | ------------- | ------------- | ------------- | ------------- | -------------- | ------ |
| Marko       | Lady Gaga – »Stupid Love«                           | 10            | 12            | 12            | 10            | 0              | 44     |
| Igor        | Oliver Dragojević – »Trag u beskraju«               | 9             | 9             | 8             | 12            | 20             | 58     |
| Stela       | Seka Aleksić – »Aspirin«                            | 7             | 7             | 6             | 4             | 0              | 24     |
| Devin       | Angelina Mango – »La noia«                          | 6             | 5             | 4             | 7             | 0              | 22     |
| Marcela     | Mišo Kovač – »Ti si pjesma moje duše«               | 12            | 10            | 9             | 8             | 0              | 39     |
| Domagoj     | Miach – »NLO«                                       | 5             | 4             | 5             | 6             | 0              | 20     |
| Meri        | Justin Bieber – »Love Yourself / What Do You Mean?« | 8             | 8             | 10            | 9             | 15             | 50     |
| Mada        | Minea – »Rano«                                      | 4             | 6             | 7             | 5             | 5              | 27     |

### Sedma epizoda – 20. travnja
| Natjecatelj | Nastup                               | Bodovi žirija | Bodovi žirija | Bodovi žirija | Bodovi žirija | Dodatni bodovi | Ukupno |
| Natjecatelj | Nastup                               | Goran         | Minea         | Mario         | Enis          | Dodatni bodovi | Ukupno |
| ----------- | ------------------------------------ | ------------- | ------------- | ------------- | ------------- | -------------- | ------ |
| Marko       | Lepa Brena – »Miki Mićo«             | 5             | 8             | 6             | 6             | 5              | 30     |
| Igor        | Katy Perry – »I Kissed a Girl«       | 4             | 4             | 4             | 5             | 5              | 22     |
| Stela       | Luciano Pavarotti – »Caruso«         | 9             | 12            | 10            | 12            | 5              | 48     |
| Devin       | Queen – »Another One Bites the Dust« | 10            | 10            | 12            | 10            | 0              | 42     |
| Marcela     | Jennifer Lopez – »On the Floor«      | 7             | 7             | 9             | 8             | 5              | 36     |
| Domagoj     | Jole – »Miško moj«                   | 12            | 5             | 7             | 7             | 0              | 31     |
| Meri        | Nina Badrić – »Nije mi svejedno«     | 8             | 9             | 8             | 9             | 15             | 49     |
| Mada        | Marc Anthony – »Dímelo«              | 6             | 6             | 5             | 4             | 5              | 26     |

### Osma epizoda – 27. travnja
| Natjecatelj | Nastup                                      | Bodovi žirija | Bodovi žirija | Bodovi žirija | Bodovi žirija | Dodatni bodovi | Ukupno |
| Natjecatelj | Nastup                                      | Goran         | Minea         | Mario         | Enis          | Dodatni bodovi | Ukupno |
| ----------- | ------------------------------------------- | ------------- | ------------- | ------------- | ------------- | -------------- | ------ |
| Igor        | Robbie Williams – »Angels«                  | 9             | 8             | 10            | 12            | 0              | 39     |
| Stela       | MØ – »Lean On«                              | 10            | 12            | 12            | 10            | 0              | 44     |
| Devin       | Vesna Pisarović – »Jutro donosi kraj«       | 6             | 5             | 5             | 5             | 0              | 21     |
| Marcela     | Tom Jones – »It's Not Unusual«              | 12            | 9             | 9             | 9             | 5              | 44     |
| Domagoj     | Romina Power – »Il ballo del qua qua«       | 7             | 10            | 6             | 6             | 15             | 44     |
| Meri        | ToMa – »Kriva procjena«                     | 5             | 6             | 7             | 8             | 5              | 31     |
| Mada        | Dino Dvornik – »Zašto praviš slona od mene« | 8             | 7             | 8             | 7             | 10             | 40     |

### Deveta epizoda – 4. svibnja
| Natjecatelj | Nastup                                       | Bodovi žirija | Bodovi žirija | Bodovi žirija | Bodovi žirija | Dodatni bodovi | Ukupno |
| Natjecatelj | Nastup                                       | Goran         | Minea         | Mario         | Enis          | Dodatni bodovi | Ukupno |
| ----------- | -------------------------------------------- | ------------- | ------------- | ------------- | ------------- | -------------- | ------ |
| Igor        | ET – »Sve bih dala da znam«                  | 6             | 7             | 7             | 10            | 0              | 30     |
| Stela       | P!nk – »Raise Your Glass«                    | 12            | 9             | 9             | 8             | 0              | 38     |
| Devin       | Milo Hrnić – »Marijana«                      | 7             | 12            | 10            | 12            | 0              | 41     |
| Marcela     | Zorica Kondža – »Singin' That Rock 'n' Roll« | 5             | 6             | 6             | 6             | 0              | 23     |
| Domagoj     | Elvis Presley – »Viva Las Vegas«             | 8             | 5             | 5             | 7             | 30             | 55     |
| Meri        | Plavi orkestar – »Lovac i košuta«            | 10            | 10            | 12            | 9             | 5              | 46     |
| Mada        | Tarkan – »Dudu«                              | 9             | 8             | 8             | 5             | 0              | 30     |

### Deseta epizoda – 11. svibnja
| Natjecatelj | Nastup                                  | Bodovi žirija | Bodovi žirija | Bodovi žirija | Bodovi žirija | Dodatni bodovi | Ukupno |
| Natjecatelj | Nastup                                  | Goran         | Minea         | Mario         | Enis          | Dodatni bodovi | Ukupno |
| ----------- | --------------------------------------- | ------------- | ------------- | ------------- | ------------- | -------------- | ------ |
| Igor        | Gipsy Kings – »Bamboléo«                | 10            | 9             | 10            | 8             | 10             | 47     |
| Stela       | Meat Loaf – »I'd Do Anything for Love«  | 9             | 10            | 9             | 9             | 5              | 42     |
| Devin       | Elena Tsagrinou – »El Diablo«           | 12            | 12            | 12            | 10            | 0              | 46     |
| Marcela     | Vesna Zmijanac – »Kazni me«             | 8             | 7             | 8             | 12            | 20             | 55     |
| Domagoj     | Željko Bebek – »Kupit ću nam sat«       | 6             | 6             | 6             | 6             | 0              | 24     |
| Meri        | Danijela Martinović – »Pleši sa mnom«   | 7             | 8             | 7             | 7             | 0              | 29     |
| Mada        | Dalibor Brun – »Nisi ti više crno vino« | 5             | 5             | 5             | 5             | 0              | 20     |

### Jedanaesta epizoda – 19. svibnja
| Natjecatelj | Nastup                               | Bodovi žirija | Bodovi žirija | Bodovi žirija | Bodovi žirija | Dodatni bodovi | Ukupno |
| Natjecatelj | Nastup                               | Goran         | Minea         | Mario         | Enis          | Dodatni bodovi | Ukupno |
| ----------- | ------------------------------------ | ------------- | ------------- | ------------- | ------------- | -------------- | ------ |
| Igor        | Édith Piaf – »La Foule«              | 9             | 6             | 6             | 7             | 0              | 28     |
| Stela       | Hanka Paldum – »Ja te pjesmom zovem« | 10            | 10            | 10            | 12            | 10             | 52     |
| Devin       | Marco Mengoni – »Due vite«           | 12            | 12            | 12            | 10            | 5              | 51     |
| Marcela     | Vlado Kalember – »Ja nisam kockar«   | 6             | 9             | 7             | 8             | 0              | 30     |
| Domagoj     | Andrea Šušnjara – »Maslačak«         | 5             | 5             | 5             | 5             | 0              | 20     |
| Meri        | Billy Idol – »Rebel Yell«            | 8             | 8             | 9             | 9             | 10             | 44     |
| Mada        | Ivana Banfić – »Šumica«              | 7             | 7             | 8             | 6             | 10             | 38     |

### Dvanaesta epizoda – 25. svibnja
| Natjecatelj | Nastup                                        | Bodovi žirija | Bodovi žirija | Bodovi žirija | Bodovi žirija | Dodatni bodovi | Ukupno |
| Natjecatelj | Nastup                                        | Goran         | Minea         | Mario         | Enis          | Dodatni bodovi | Ukupno |
| ----------- | --------------------------------------------- | ------------- | ------------- | ------------- | ------------- | -------------- | ------ |
| Igor        | Sam Smith – »I'm Not Here to Make Friends«    | 6             | 6             | 7             | 6             | 0              | 25     |
| Stela       | Magazin – »Rano, ranije«                      | 5             | 7             | 9             | 5             | 5              | 31     |
| Devin       | Dua Lipa – »Levitating«                       | 9             | 5             | 6             | 8             | 5              | 33     |
| Marcela     | Halid Bešlić – »Ja bez tebe ne mogu da živim« | 8             | 9             | 8             | 10            | 5              | 40     |
| Domagoj     | Goran Bare – »Put ka sreći«                   | 12            | 10            | 10            | 9             | 5              | 46     |
| Meri        | ABBA – »The Winner Takes It All«              | 10            | 12            | 12            | 12            | 5              | 51     |
| Mada        | Joost – »Europapa«                            | 7             | 8             | 5             | 7             | 10             | 37     |

### Trinaesta epizoda – 1. lipnja
| Natjecatelj | Nastup                              | Bodovi žirija | Bodovi žirija | Bodovi žirija | Bodovi žirija | Početni bodovi | Dodatni bodovi | Ukupno |
| Natjecatelj | Nastup                              | Goran         | Minea         | Mario         | Enis          | Početni bodovi | Dodatni bodovi | Ukupno |
| ----------- | ----------------------------------- | ------------- | ------------- | ------------- | ------------- | -------------- | -------------- | ------ |
| Igor        | Andrea Bocelli – »Con te partiro«   | 9             | 8             | 10            | 9             | 6              | 5              | 47     |
| Stela       | Christina Aguilera – »Hurt«         | 10            | 10            | 12            | 12            | 7              | 10             | 61     |
| Devin       | Jacques Houdek – »Stotinama godina« | 8             | 12            | 9             | 8             | 5              | 5              | 47     |
| Marcela     | Teddy Swims – »Lose Control«        | 12            | 9             | 8             | 10            | 4              | 15             | 58     |
| Domagoj     | Nives Celzijus – »Je, bo'me, je«    | —             | —             | —             | —             | —              | —              | —      |
| Mada        | Prima band – »Je, bo'me, je«        | —             | —             | —             | —             | —              | —              | —      |
| Meri        | Miroslav Ilić – »Jedan dan života«  | —             | —             | —             | —             | —              | —              | —      |